# Třída Bathurst
Třída Bathurst byla lodní třída australských korvet z období druhé světové války. Plavidla mohla být nasazena rovněž jako minolovky. Jejich australské označení bylo Australian Minesweepers (AMS), ale běžně byly označovány jako korvety. V letech 1940–1944 bylo postaveno celkem 60 jednotek této třídy. Za druhé světové války jich 56 provozovalo australské královské námořnictvo a čtyři indické námořnictvo. Čtyři plavidla byla ztracena, ale z toho pouze jedna v boji. Po válce byla část prodána Turecku (5 ks), Nizozemsku (8 ks), Novému Zélandu (3 ks), Číně (1 ks) a další soukromým vlastníkům. Nizozemsko později čtyři ze svých korvet prodalo Indonésii. Dvě korvety třídy Bathurst se dochovaly jako muzejní lodě – HMAS Castlemaine ve Williamstownu a HMAS Whyalla ve Whyalle.

## Stavba

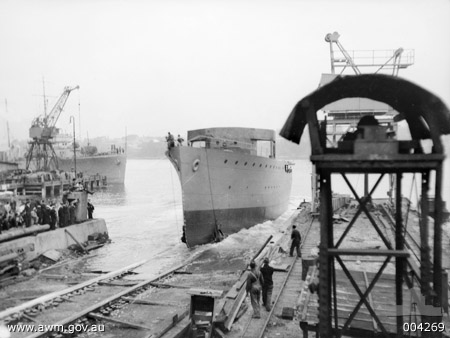
Prototypová korveta Bathurst je spouštěna na vodu

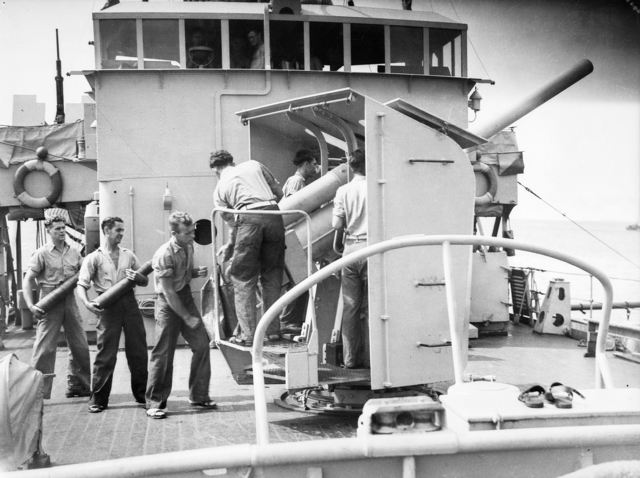
76mm kanón korvety Cowra

V únoru 1938 bylo institucí Australian Commonwealth Naval Board (ACNB) rozhodnuto, že australské královské námořnictvo potřebuje získat jednoduchá víceúčelová ekortní plavidla, vhodná především pro likvidaci ponorek a námořních min. Když se ukázalo, že britské konstrukce nevyhovují australským požadavkům, bylo rozhodnuto vyvinout tato plavidla vlastními silami a postavit je v domácích loděnicích. Některé prameny přitom chybně uvádějí, že se jedná o variantu britské třídy Bangor. Jejich stavba přitom byla vnímána jako dočasné řešení do získání výkonnějších plavidel. Vývojem korvet byl v červenci 1938 pověřen admirál P. E. McNeil. Ten v únoru 1939 dokončil návrh plavidel o výtlaku 680 tun, rychlosti 15,5 uzlu a dosahu 2850 námořních mil, vyzbrojená 102mm kanónem a hlubinnými pumami, jejichž shoz by byl řízen sonarem ASDIC. Oproti původnímu zadání byly nové korvety poněkud větší a univerzálnější.
Celkem bylo v letech 1940–1944 postaveno 60 korvet této třídy. Z toho bylo 36 postaveno pro australské královské námořnictvo, dalších 20 bylo objednáno britským královským námořnictvem, ale provozováno australským královským námořnictvem a poslední čtyři získalo indické královské námořnictvo. Další tři plavidla byla objednána Indií, ale jejich stavba byla později zrušena.
Do programu stavby se zapojilo plných osm loděnic – Cockatoo Island v Sydney (8 ks), Walkers Limited v Maryborough v Queenslandu (7 ks), Evans Deakin & Co v Brisbane v Queenslandu (11), Morts Dock & Engineering v Sydney (14 ks), Poole & Steel v Sydney (7 ks), State Dockyard v Newcastlu v Novém Jižním Walesu (1 ks), HMA Naval Dockyard ve Williamstownu ve státě Victoria (8 ks) a Broken Hill Pty Co Ltd ve městě Whyalla v Jižní Austrálii (4 ks). Zpočátku stavba probíhala pomalu kvůli špatné koordinaci, nedostatku zkušeností, materiálu i kvalifikovaných pracovníků. Stavbu zpomalilo rovněž rozptýlení stavby mezi několik malých loděnic rozesetých na velkých vzdálenostech, mezi nimiž pendlovala malá skupina loďařských specialistů-poradců, normálně sídlících v Sydney.

## Konstrukce

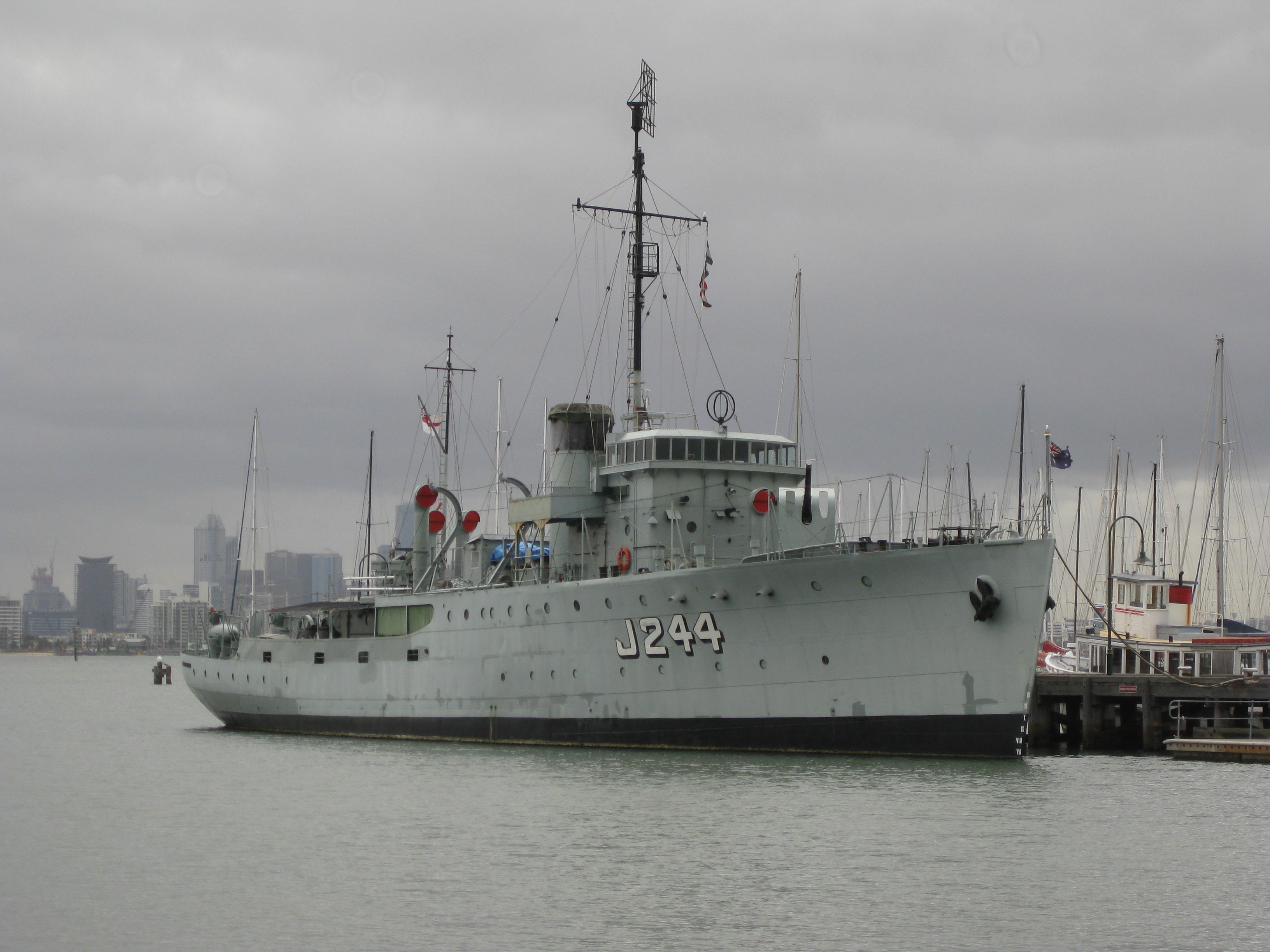
Korveta Castlemaine se dochovala jako muzejní loď

Plavidla mohla krátkodobě přepravovat až 400 osob, při čtyřdenní plavbě to bylo až 100 osob. Výzbroj a vybavení jednotlivých plavidel se lišily. Nejobvyklejší sestavu výzbroje tvořil jeden 76mm kanón (alternativně jeden 102mm kanón Mk.XIX) na přídi, tři 20mm kanóny Oerlikon, dva 7,62mm kulomety Lewis a dva 7,62mm kulomety Vickers (časté bylo nahrazení 76mm kanónu účinnějším 102mm kanónem, přičemž jeden Oerlikon často během služby nahradil 40mm kanón Bofors). Dále lodě nesly 40 hlubinných pum, k jejichž vypouštění sloužily čtyři vrhače a dvě skluzavky. K vyhledávání ponorek sloužil sonar ASDIC. Pohonný systém tvořil parní stroje s trojnásobnou expanzí, pohánějící dva lodní šrouby.

## Služba

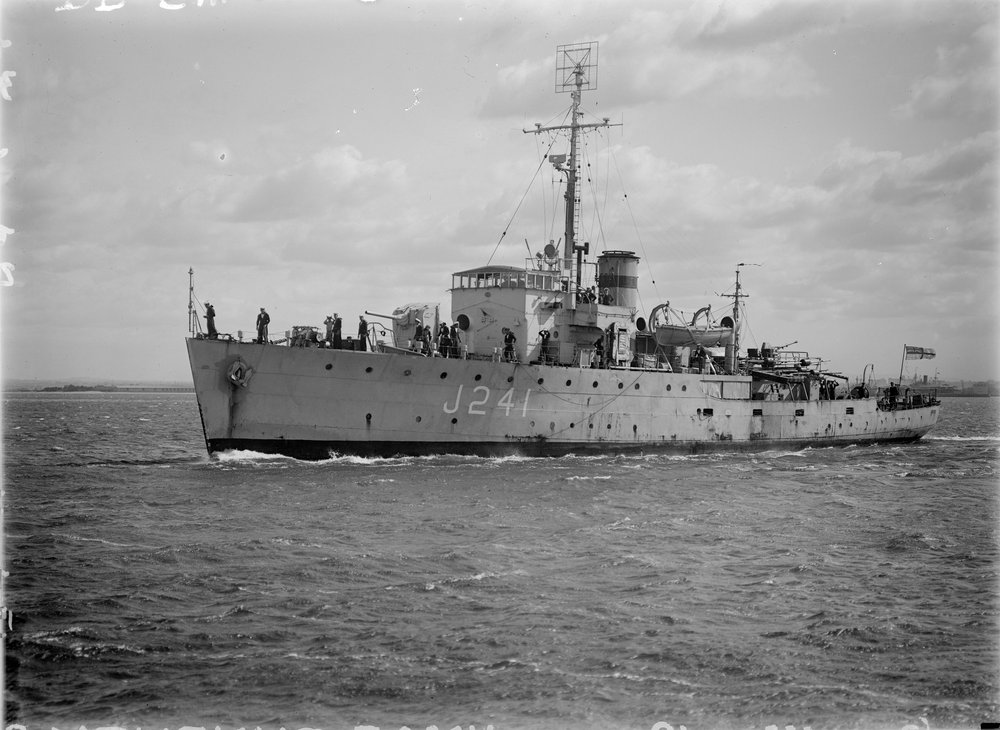
Korveta Bunbury

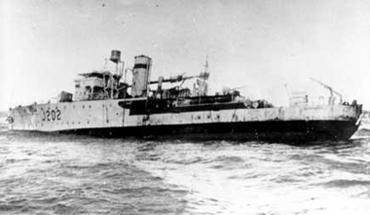
Korveta Warrnambool se roku 1947 potápí po zásahu minou

Australské královské námořnictvo korvety využívalo na všech bojištích od Atlantiku, přes Středomoří, Indický oceán až po Pacifik a Arktidu. Osvědčila se jako užitečná víceúčelová plavidla. Byla využívána především k doprovodu konvojů, likvidaci min, nebo transportu vojáků a zásob. Australské korvety HMAS Maryborough, HMAS Wollongong, HMAS Toowoomba, Bathurst, HMAS Burnie, HMAS Goulburn a HMAS Ballarat byla poslední plavidla, která opustila Japonci obsazený Singapur. HMAS Deloraine (s asistencí korvet HMAS Katoomba a HMAS Lithgow) jako první australská loď potopila ponorku, když 20. ledna 1942 poblíž Darwinu poslala ke dnu japonskou I-124. Dne 11. září 1943 se Wollongong podílela na potopení německé ponorky U-617 a dne 11. února 1944 se korvety HMAS Ipswich a HMAS Launceston podílely na potopení japonské ponorky Ro-110. Zajímavého úspěchu dosáhla indická korveta HMIS Bengal, která se společně s tankerem Ondina ubránila útoku dvou silných japonských pomocných křižníků třídy Hókoku Maru, přičemž samotný křižník Hókoku Maru byl ve střetu potopen.
V bojích druhé světové války byla ztracena pouze korveta HMAS Armidale, potopená japonskými letadly 1. prosince 1942 poblíž Timoru. Korvety HMAS Geelong a HMAS Wallaroo se za války potopily po strážce s americkými nákladními plavidly z jejich konvoje. Poslední HMAS Warrnambool byla zničena minou v září 1947 u pobřeží Queenslandu při likvidaci obranného minového pole u Velkého bariérového útesu. Po válce byla část plavidel využita při likvidaci min a převozu vojáků a osvobozených válečných zajatců. V letech 1951–1957 bylo pět korvet reaktivováno a využito při výcviku. Australské královské námořnictvo vyřadilo jako poslední v říjnu 1960 korvetu HMAS Wagga. Australské korvety během své služby urazily celkem 6 700 000 námořních mil (12 400 000 kilometrů) a na jejich palubě zahynulo 83 námořníků.

## Uživatelé
- Austrálie – Za druhé světové války provozovalo 56 korvet této třídy. Tři byly za války ztraceny a čtvrtá byla zničena roku 1947.[2]

- Čína – Vyřazená australská korveta HMAS Bendigo byla prodána hongkongské soukromé společnosti. Později plavidlo získalo námořnictvo Čínské lidové osvobozenecké armády, které jej po vyzbrojení zařadilo do služby jako Luo-jang. Ročenka Jane’s Fighting Ships plavidlo uváděla ještě v letech 1987/1988.[5]

- Indie – Za druhé světové války provozovala čtyři korvety.[2]

- Indonésie – Získala celkem  čtyři původně Nizozemské korvety. Korveta KRI Hang Tuah (ex Ipswich) byla 28. dubna 1958 potopena náletem bombardéru B-26 Invader provozovaného CIA.[2]

- Nizozemsko – Po válce získalo osm korvet. Později čtyři prodalo Indonésii.[2]

- Nový Zéland – Po válce získal tři korvety.[2]

- Turecko – Po válce získalo pět korvet.[2]